# Xantusia bolsonae
Xantusia bolsonae е вид влечуго от семейство Нощни гущери (Xantusiidae).

## Разпространение
Видът е разпространен в Мексико.